# PC-Netzwerk
Das IBM PC-Netzwerk (IBM PC Network) war eine von IBM ab 1984 angebotene einfache Lösung für die lokale Vernetzung von PCs mit einer Datenrate von 2 Mbit/s. Mit dem PC-Netzwerk wurde die Programmierschnittstelle NetBIOS eingeführt. Ein direkter Zugang zum Netzwerkmedium (und damit die Unterstützung anderer Netzwerkprotokolle) war nicht vorgesehen.

## Format der Datenübertragungsblöcke
Ein Rahmen des PC-Netzwerks besteht aus den folgenden Feldern:
- Anfangsbegrenzung - Start delimiter (SD) - 1 Byte
- LAN-Kopf
  - Zieladresse - 6 Byte
  - Ursprungsadresse - 6 Byte
  - Nullen - 2 Byte
  - Optionales Leitwegfeld - bis zu 18 Byte
- Optionales DLC-Kopffeld - 3 bis 4 Byte
  - DSAP - 1 Byte
  - SSAP - 1 Byte
  - Steuerung - 1 bis 2 Byte
- Optionale Informationen
- Rahmenprüffolge - Frame check sequence (FCS) - 4 Byte
- Rahmenzustand - Frame status (FS) - 1 Byte
- Füllzeichen

Der LAN-Kopf des PC-Netzwerks unterscheidet sich von dem des Token-Ring-Netzwerks, aber die Kompatibilität für Anwendungsprogramme ist nicht beeinträchtigt. In den Fällen, in denen das Anwendungsprogramm die Zugangskontrolle und Rahmensteuerbytes benötigt, lassen die Protokolltreiber einfach die Bytes aus dem übertragenen Rahmen weg und fügen 2 Bytes mit Nullen hinter der Ursprungsadresse ein. Der Protokolltreiber überprüft zur Sicherheit, ob das Rahmensteuerbyte einen LLC-Rahmen angibt, und keinen MAC-Rahmen. Die Formate der Routing-Informationen, die DLC-Kopfdaten und die Informationsfelder sind in beiden Netzwerken identisch.

## Hardware
Die Netzwerkadapter für das PC-Netzwerk waren in Basisband- und Breitbandausführung verfügbar.
In der Basisbandversion wurden die Rechner über Twisted-Pair-Kabel mit RJ-45-Steckern verbunden. Die Netzwerkadapter verfügen über zwei Buchsen zum Anschluss des linken und rechten Nachbarknotens, nicht belegte Buchsen am Ende des Netzwerksegmentes wurden mit einem Endwiderstand bestückt.
Die selten eingesetzte, teurere Breitbandversion erlaubte die Installation räumlich weitläufigerer und komplexerer Netze. Sie nutzte unterschiedliche Frequenzbereiche für das Senden und Empfangen von Daten über Koaxialkabel (RG-11, 75 Ohm). Ein Frequenzumsetzer am Kabelende sorgte für die Weiterleitung der Sendedaten in den Empfangsfrequenzbereich.
Die Bezeichnung Breitbandnetz bezieht sich in diesem Fall übrigens auf die vom Signal am Trägermedium belegte Bandbreite, d. h. die Daten werden auf ein Hochfrequenzsignal aufmoduliert. (Diese Technik wird für kabelgebundene Datennetze nicht mehr verwendet; von Breitband spricht man heute bei Netzen mit hoher Geschwindigkeit.)

## Software
Das PC-Betriebssystem PC-DOS unterstützte ab Version 3.10 Netzwerkfunktionen über NetBIOS.
Ein mit dem IBM PC Netzwerkprogramm versehener Rechner (PC, XT, AT oder PS/2) konnte dabei als Redirector, Receiver, Messenger oder Server fungieren.
Die Nachfolgeversion 1.10 wurde 1986 in IBM PC Lokales Netzwerkprogramm umbenannt, welches auch die standardisierten LAN-Systeme Token-Ring und (später) Ethernet unterstützte.